# Afrikaanse papegaaiduif
De Afrikaanse papegaaiduif (Treron calvus) is een vogel uit de familie Columbidae (duiven).

## Kenmerken
De vogel is 25 tot 30 cm lang en weegt 130 tot 285 gram, mannetjes zijn gemiddeld 50 gram zwaarder. Opvallend aan deze duif is de rode washuid rond de snavel bij de neusgaten; verder heeft de snavel een grijs gekleurde punt. De vogel is overwegend olijfgroen. De kop, borst en buik zijn lichter, meer geelgroen. Onder aan de hals heeft de vogel een grijze vlek. Vrouwtjes zijn iets doffer van kleur, maar verschillen niet sterk van de mannetjes. De verschillende ondersoorten verschillen in details, zo hebben de soorten in het westen een relatief grote, rode washuid op de snavel, een grijze staart en gele poten, terwijl in het oosten en zuidoosten de duiven meer groen op de staart hebben en oranje tot roze poten.

## Verspreiding en leefgebied
Deze soort komt wijdverspreid voor in Afrika en telt 15 ondersoorten:
- T. c. nudirostris: van Senegal tot Guinee.
- T. c. sharpei: van Sierra Leone tot noordelijk Kameroen.
- T. c. calvus: van oostelijk Nigeria tot centraal Angola en oostelijk en zuidelijk Congo-Kinshasa.
- T. c. poensis: Bioko (Golf van Guinee).
- T. c. virescens: Sao Tomé en Principe (Golf van Guinee).
- T. c. uellensis: van noordelijk Congo-Kinshasa tot zuidelijk Soedan en zuidwestelijk Ethiopië.
- T. c. gibberifrons: van zuidelijk Soedan tot het Victoriameer.
- T. c. brevicera: van zuidelijk Ethiopië tot noordelijk Tanzania.
- T. c. wakefieldii: van de Keniaanse kust tot noordoostelijk Tanzania.
- T. c. granti: oostelijk Tanzania.
- T. c. salvadorii: van zuidoostelijk Congo-Kinshasa tot westelijk Tanzania en Mozambique.
- T. c. ansorgei: westelijk Angola.
- T. c. schalowi: van oostelijk Angola tot noordoostelijk Namibië, noordelijk Botswana en westelijk Zimbabwe.
- T. c. vylderi: noordwestelijk Namibië.
- T. c. delalandii: van zuidoostelijk Tanzania tot Zuid-Afrika.

Het leefgebied bestaat uit bos, dat kan zowel bossavanne zijn als de randen van regenwoud, vijgebomen langs waterlopen of mangrovebos.

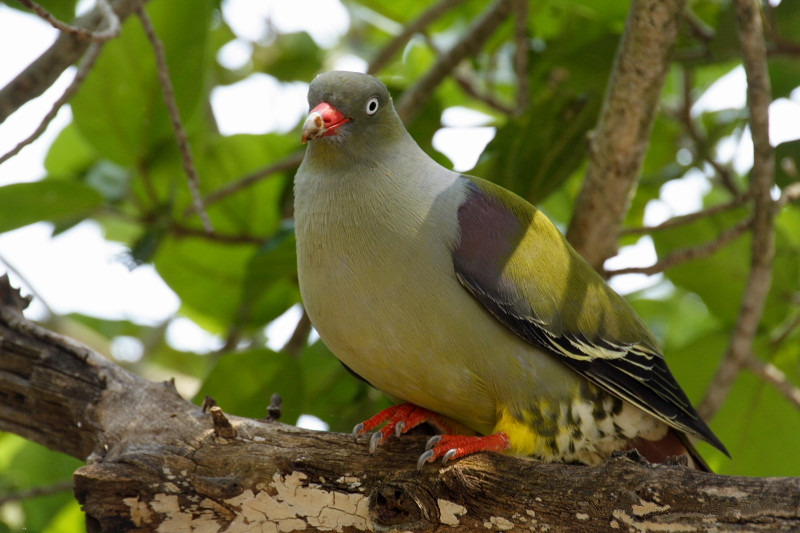
Ondersoort Treron calvus delalandii gefotografeerd in het Nationaal park Kruger.

## Status
Deze duif heeft een groot verspreidingsgebied en daardoor is de kans op de status kwetsbaar (voor uitsterven) gering. De grootte van de wereldpopulatie is niet gekwantificeerd. De soort gaat in aantal achteruit, maar is plaatselijk nog talrijk. Om deze redenen staat de Afrikaanse papegaaiduif als niet bedreigd op de Rode Lijst van de IUCN.